# 縱帶兵鯰
縱帶兵鯰，又称印第安鼠鱼、弓背鼠鱼，為輻鰭魚綱鯰形目美鯰科的其中一種，為熱帶淡水魚。分布於南美洲亞馬遜河上游流域，體長可達4公分，棲息在底層水域，生活習性不明，可做為觀賞魚。

## 扩展阅读
維基物種上的相關：縱帶兵鯰